# Гришинський повіт
Гри́шинський пові́т — адміністративно-територіальна одиниця Донецької губернії з центром у місті Гришине.

## Географія
Гришинський повіт розташовувався на заході Донецької губернії та межував із Катеринославською губернією. Проіснував із грудня 1920 р. по червень 1922 р.
Станом на 1921 рік складався із 23 волостей:
| №  | Назва волості          |
| -- | ---------------------- |
| 1  | Андріївська            |
| 2  | Андріївська (Клевцеве) |
| 3  | Архангельська          |
| 4  | Богатирська            |
| 5  | Богоявленська          |
| 6  | Велико-Янісольська     |
| 7  | Врем'євська            |
| 8  | Гришинська             |
| 9  | Гродівська             |
| 10 | Єлизаветівська         |
| 11 | Комарська              |
| 12 | Константинопольська    |
| 13 | Криворізька            |
| 14 | Майорська              |
| 15 | Нікольська             |
| 16 | Ново-Економічна        |
| 17 | Павлівська             |
| 18 | Петрівська             |
| 19 | Святогірська           |
| 20 | Селидівська            |
| 21 | Сергіївська            |
| 22 | Старо-Керменчицька     |
| 23 | Улаклинська            |